# Troms og Finnmark
Troms og Finnmark (norveško: [trʊms ɔ ˈfɪ̀nːmɑrk]; severni sami Romsa ja Finnmárku; kven Tromssa ja Finmarkku; finsko Tromssa ja Finnmark, lit. Troms in Finnmark) je okrožje v razpadu na severu Norveške, ki je bilo ustanovljeno 1. januarja 2020 kot rezultat regionalne reforme. Njegova življenjska doba kot okrožje je le začasna, saj je bilo odločeno, da preneha obstajati s 1. januarjem 2024. Po površini je največje okrožje na Norveškem, ki obsega okoli 75.000 kvadratnih kilometrov. Nastalo je z združitvijo nekdanjih okrajev Finnmark in Troms poleg občine Tjeldsund iz okrožja Nordland.
Upravno središče okrožja je razdeljeno med dve mesti. Politični in upravni uradi imajo sedež v mestu Tromsø (sedež starega okraja Troms). Guverner okrožja ima sedež v mestu Vadsø (sedež starega okraja Finnmark). Obe mesti sta približno 800 kilometrov narazen, približno 10 ur vožnje z avtomobilom.
1. januarja 2024 bo okrožje ponovno razdeljeno na okrožji Finnmark in Troms; parlament je to sklenil 15. junija 2022; občina Tjeldsund iz okrožja Nordland bo pripadala okrožju Troms.

## Geografija
Troms og Finnmark je najsevernejše in najbolj vzhodno okrožje na Norveškem (Svalbard, nekorporativno območje, se ne šteje za okrožje). Po površini je to največje okrožje na Norveškem in tudi eno najmanj poseljenih med vsemi norveškimi okrožji.
Knivskjellodden v občini Nordkapp (na otoku Magerøya), včasih velja za najsevernejšo točko Evrope (na otoku); Kinnarodden na polotoku Nordkinn v občini Lebesby je najsevernejša točka evropske celine. Honningsvåg v Finnmarku trdi, da je najsevernejše mesto na svetu, Vardø pa je najbolj vzhodno mesto na Norveškem in je bolj vzhodno od Carigrada.
Obala je razčlenjena z velikimi fjordi, od katerih so številni (v strogem pomenu besede) lažni fjordi, saj jih niso izdolbli ledeniki. Nekatere od največjih norveških kolonij morskih ptic je mogoče videti na severni obali, največji sta Hjelmsøystauran na otoku Hjelmsøya v občini Måsøy in Gjesværstappan v občini Nordkapp. Najvišja točka je na vrhu ledenika Øksfjordjøkelen, ki ima površino 45 kvadratnih kilometrov in je v občini Loppa. Tako Øksfjordjøkelen kot Seilandsjøkelen (ledenik Seiland) sta v zahodnem delu Finnmarka.
Ledenik na planoti Øksfjord se je do leta 1900 stekal neposredno v morje (Jøkelfjorden), zadnji ledenik v celinski Norveški, ki mu je to uspelo. Osrednji in vzhodni del Finnmarka je na splošno manj gorat in nima ledenikov. Zemljišče vzhodno od Nordkappa je večinoma pod 300 m.
Geografija se razlikuje od pustih obalnih območij, ki gledajo na Barentsovo morje, do bolj zaščitenih fjordov in rečnih dolin z žlebovi in drevesno vegetacijo. Približno polovica okrožja je nad gozdno mejo, velik del druge polovice pa pokriva majhna puhasta breza.
Najbolj bujna območja so območje Alta in doline Tana, na vzhodu pa je nižinsko območje v dolini Pasvik v Sør-Varangerju, kjer se gozd bora in sibirske smreke šteje za del vegetacije ruske tajge. Ta dolina ima največjo gostoto rjavih medvedov na Norveškem in je edina lokacija v državi s populacijo moškatnih goved, ki je posledica njihovega vnosa iz njihove rodne Severne Amerike v Evropo v začetku 20. stoletja, kar je vključevalo njihovo izpustitev v skupno 293 lokacij po vsej Finski od leta 1919 in naprej, nato pa približno 1000 pižmovk na polotoku Kola v letih 1931–1936. Širjenje živali in opažanja prvih 'možnih' pižmovk na območju reke Alta v Tromsu so bila opravljena okoli leta 1960 (Vik 1963), čeprav je bil prvi dejanski primerek najden šele leta 1969, ko so pižmovko ujeli živo v Smalfjordu v Tani na Norveškem (Lund & Wikan 1995). Leta 1970 je bil zbran še en primerek iz Jarfjordna v okrožju Sør-Varanger v Finnmarku (Pedersen 1970). Med letoma 1980 in 1988 je bilo na Norveškem zelo malo opazovanj pižmovk (Lund & Wikan 1995), od leta 1988 pa je prišlo do hitrega povečanja populacije v Sör-Varangerju in pižmovke so se razširile v skoraj vse dele občine. Ris in los sta pogosta v velikih delih Finnmarka, vendar redka na obali.
Notranji deli okrožja vključujejo del velike planote Finnmarksvidda z nadmorsko višino od 300 do 400 m, s številnimi jezeri in rečnimi dolinami. Planota je znana po več deset tisočih severnih jelenih v lasti Samijev in rojih komarjev sredi poletja. Finnmarksvidda predstavlja 36 % površine okrožja. Narodni park Stabbursdalen zagotavlja zaščito najsevernejšega borovega gozda na svetu.
Reka Tana, ki delno določa mejo s Finsko, daje največji ulov lososa med vsemi rekami v Evropi in ima tudi svetovni rekord za atlantskega lososa, 36 kg. Na vzhodu Pasvikelva določa mejo z Rusijo.
Po vsej deželi so gore; najbolj alpske in osupljive so verjetno Lyngenske Alpe (Lyngsalpene), z več majhnimi ledeniki in najvišjo goro v okraju, Jiekkevarre z višino 1833 m. V Kvænangenu je več ledenikov, vključno z deli Øksfjordjøkelena, zadnjega ledenika v celinski Norveški, ki spušča ledene gore neposredno v morje (v Jøkelfjord). Največja reka v Tromsu (vodni tok) je Målselva (v Målselvu), največji (ne najvišji) slap pa je Målselvfossen, dolg 600 m in visok 20 m. Marmor je prisoten v delih Tromsa in s tem v številnih jamah, na primer v Salangenu in Skånlandu.

### Podnebje
Troms og Finnmark ima kratka in pogosto hladna poletja, včasih pa topel celinski zrak iz jugovzhodne Evrope ali Rusije lahko povzroči presenetljivo visoke temperature. Najvišja temperatura vseh časov je bila 33,5 °C, zabeležena v Bardufossu julija 2018, vendar je bil nov rekord postavljen v Banak, Porsanger s 34,3 °C 5. julija 2021. Najtoplejša noč je bila v Makkaurju v Båtsfjordu z najnižjo nočno temperaturo 25,2 °C 19. julija 2018, tretja najtoplejša noč, zabeležena na Norveškem. Zime so ob obali zaradi zmernega toplega morja dokaj mile, a vseeno dovolj hladne za sneg. V notranjosti so zime veliko hladnejše in bolj suhe, zlasti vzhodno od Lyngenskih Alp. Planota Finnmarksvidda v notranjosti ima celinsko subarktično podnebje z najnižjimi zimskimi temperaturami na Norveškem: najnižja temperatura, ki je bila kdajkoli zabeležena na Norveškem, je bila 1. januarja 1886 v Karasjoku −51,4 °C. Karasjok je zabeležil 32,4 °C julija, kar daje možno letno amplitudo 84 °C (redko v Evropi). Zaradi bližine oceana brez ledu so zime na obalnih območjih precej milejše (in bolj vetrovne). Svetilnik Torsvåg v Karlsøyu ima najhladnejši mesec (februar) v 24-urnem povprečju −0,4 °C in celo Fruholmen blizu Severnega rta ima povprečje najhladnejšega meseca −1,7 °C. Otoplitve se lahko pojavijo ob obali tudi sredi zime. Povprečna letna temperaturna razlika med Harstadom na obali na jugu in Kautokeinom v notranjosti severovzhodne države je (6 °C) primerljiva z razliko med Harstadom in Londonom.
Snega je pogosto v izobilju in snežni plazovi pozimi na strmih območjih niso redki. S prevladujočimi zahodniki imajo nižinska območja vzhodno od gorskih verig manj padavin kot območja zahodno od gora. Skibotn v Storfjordu je lokacija na Norveškem, kjer je zabeleženo največ dni na leto z jasnim nebom (brez oblakov).
V Köppnovi podnebni klasifikaciji ima večina območij pod drevesno mejo borealno podnebje (subarktično), medtem ko ima obala zahodno od Severnega rta večinoma subpolarno oceansko podnebje (Cfc). Višavje in gore nad gozdno mejo imajo podnebje alpske tundre (Et).
Harstad je na največjem norveškem obalnem otoku na jugozahodu province.

### Polnočno sonce
Troms og Finnmark, ki leži daleč severno od arktičnega kroga, ima polnočno sonce od sredine maja do konca julija. Nasprotno pa v dveh mesecih zime, od konca novembra do konca januarja, dežela doživi polarne noči, ko je sonce vedno pod obzorjem. Posledično je dnevna svetloba neprekinjena od začetka maja do začetka avgusta. Sredi zime je okoli poldneva le nekaj ur modrikast mrak, ki lahko skoraj doseže polno svetlobo, če je na jugu jasno nebo.

### Severni sij
Okrožje leži v območju Aurora Borealis in zaradi suhega podnebja s pogostim jasnim nebom je bila občina Alta že zgodaj izbrana kot lokacija za preučevanje tega čudnega svetlobnega pojava. Zaradi tega se Alta včasih imenuje tudi mesto severnega sija.

## Občine
Okrožje Troms og Finnmark ima skupaj 39 občin:
Tromsø, Harstad, Alta, Vardø, Vadsø, Hammerfest, Kvæfjord, Tjeldsund,  Ibestad, Gratangen, Lavangen, Bardu, Salangen, Målselv, Sørreisa, Dyrøy, Senja, Balsfjord, Karlsøy, Lyngen, Storfjord, Kåfjord, Skjervøy, Nordreisa, Kvænangen, Kautokeino, Loppa, Hasvik, Måsøy, Nordkapp, Porsanger, Karasjok, Lebesby, Gamvik, Berlevåg, Tana, Nesseby, Båtsfjord, Sør-Varanger.

## Zgodovina
Ljudje so na tem območju živeli že vsaj 10.000 let (od zgodnje kamene dobe) in na več lokacijah so prazgodovinski petroglifi (na primer Ibestad, Balsfjord, Komsa, kultura keramične posode  in skalne rezbarije v Alti). Ti ljudje so se preživljali z lovom, ribolovom in nabiralništvom. Usoda teh zgodnjih kultur ni znana. Tri etnične skupine imajo na tem območju dolgo zgodovino: Sami, Norvežani in Kveni. Od teh so bili Samiji verjetno prvi ljudje, ki so raziskovali današnji Troms og Finnmark. Ohthere iz Hålogalanda je bil pustolovski Norvežan iz Hålogalanda, območja, ki približno ustreza današnjemu okrožju Nordland. Okoli leta 890 našega štetja je glede na zgodovinske vire trdil, da živi »najbolj severno od vseh Severnjakov« in da »nihče [ni živel] bolj severno od njega«. Kasneje so se ob obali naselili Norvežani v 14. stoletju in Kveni v 16. stoletju.
Južni in srednji Troms je bil v vikinški dobi majhno norveško kraljestvo in je veljalo za del Hålogalanda. Ottar iz Hålogalanda je okoli leta 890 srečal kralja Alfreda Velikega. Vikinški voditelj Tore Hund je imel svoj sedež v Bjarkøyu. Po sagah je Tore Hund prebodel kralja Olava Haraldssona v bitki pri Stiklestadu. Prav tako je trgoval in se bojeval v Bjarmalandu, današnjem območju Arhangelska v severni Rusiji. Trondenes (današnji Harstad) je bil tudi osrednje vikinško središče moči.

### Sami
Samiji so avtohtono prebivalstvo tega območja, vendar Norvežani že več sto let živijo na zunanjih delih otokov, kjer so predstavljali večino. Samiji še vedno predstavljajo večino v notranjosti Finnmarka, medtem ko so območja fjordov že dolgo etnično mešana. To v bistvu velja še danes.
Samiji so bili dolga leta žrtve politike norvežizacije, ki je bila v bistvu poskus vlade, da iz njih naredi 'prave' Norvežane in pozabi na njihov samijski način življenja in vero, ki je veljala za manjvredno. Posledično so Samiji, ki živijo na obali in v fjordih, postopoma izgubili velik del svoje kulture in se pogosto sramovali svoje dediščine Sami. Samiji v notranjosti so uspeli ohraniti več svoje kulture. V 1970-ih se je v šolah začelo poučevanje samijskega jezika in med Samiji je začela rasti nova zavest; danes je večina ponosnih na svoje poreklo in kulturo.
Sredi tega prebujanja (1979) se je norveška vlada odločila zgraditi jez v Alti za proizvodnjo hidroenergije, kar je mnoge Samije in okoljevarstvenike izzvalo k demonstracijam in državljanski nepokorščini (Altasaken). Na koncu je bil jez zgrajen v veliko manjšem obsegu, kot je bilo prvotno predvideno, in kultura Sami je bila na dnevnem redu vlade. Samijski parlament (Sámediggi) je bil ustanovljen v Karasjoku leta 1989.

### Norvežani
Gjesvær v Nordkappu je omenjen v sagah (Heimskringla) kot severno pristanišče v vikinški dobi, ki so ga zlasti Vikingi uporabljali na poti v Bjarmaland, verjetno pa tudi za nabiranje hrane v bližnji koloniji morskih ptic. Obalna območja Finnmarka so v začetku 10. stoletja kolonizirali Norvežani in obstajajo zgodbe, ki opisujejo spopade s Karelijci. Obmejni spopadi med Norvežani in Novgorodci so se nadaljevali do leta 1326, ko je novgorodska pogodba rešila to vprašanje.
Prva znana utrdba v Finnmarku je trdnjava Vardøhus, ki jo je leta 1306 prvič postavil kralj Haakon V. Magnusson. To je najsevernejša trdnjava na svetu. V 17. stoletju je bilo v Vardøju 88 mladih žensk sežganih kot čarovnic, kar je izjemno veliko število v primerjavi s celotnim prebivalstvom tega območja v tistem času. Vendar prva oseba, ki so jo v Vardøju v 17. stoletju zažgali kot čarovnico, ni bila ženska, ampak moški.
Finnmark je prvič postal predmet povečane kolonizacije v 18. in 19. stoletju. Norveška, Švedska in Rusija so zahtevale nadzor nad tem območjem. Finska je bila takrat del Rusije in ni imela neodvisnega predstavnika. Finnmark je v 19. stoletju dobil status Amt (grofije). Nekaj časa je potekala živahna trgovina z Rusijo (pomorska trgovina) in številni Norvežani so se naselili na polotoku Kola.

### Kveni
Finski Kveni, prebivalci Finnmarka so večinoma potomci finsko govorečih priseljencev, ki so na to območje prispeli v 18. stoletju iz Meänmaa in kasneje v 19. stoletju s Finske, ki sta trpeli zaradi lakote in vojne.

### Upravljanje
Leta 1576 je norveški kralj ustanovil Vardøhus len kot novo upravno enoto za kraljestvo. Leta 1660 je postala Vardøhus amt, podrejena veliki Trondhjems stiftamt s sedežem v Trondheimu. Leta 1787 sta bila otok Senja in območje Troms prenesena iz Nordlandenes amt v Vardøhus amt (območje, podobno današnjemu okraju Troms og Finnmark). Leta 1866 sta bila otok Senja in območje Troms ločena od Vardøhusa v novo Tromsø amt. Leta 1919 sta bili imeni ponovno spremenjeni v Finnmark fylke in Troms fylke.

### Druga svetovna vojna
Per Fugelli je dejal, da je druga svetovna vojna privedla do tega, da so številni ljudje pridobili psihiatrične motnje (psykiske senskadene), ki so lahko posledica »bombardiranja, nesreč z minami, požiga domov, prisilne evakuacije, bolezni in lakote med vojno in osvoboditvijo. Morda pa je predvsem ravnanje z ruskimi ujetniki pustilo sledi na lokalnem prebivalstvu.«
Proti koncu druge svetovne vojne so Nemci z operacijo Nordlicht uporabili taktiko požgane zemlje v Finnmarku in severnem Tromsu, da bi zaustavili Rdečo armado. Zaradi tega je le malo hiš preživelo vojno in velik del prebivalstva je bil prisilno evakuiran južneje (Tromsø je bil natrpan), vendar se je veliko ljudi izognilo evakuaciji tako, da so se skrili v jame in planinske koče ter čakali, da Nemci odidejo, nato pregledali svoje požgane domove. Požganih je bilo 11.000 hiš, 4700 hlevov, 106 šol, 27 cerkva in 21 bolnišnic. Uničenih je bilo 22.000 komunikacijskih linij, razstreljene so bile ceste, uničeni čolni, pobite živali in 1000 otrok ločenih od staršev.
Vendar pa Rdeča armada po zavzetju mesta Kirkenes 25. oktobra 1944 (kot prvega mesta na Norveškem) ni poskušala nadaljevati ofenzive na Norveškem. Svobodne norveške sile so prispele iz Britanije in osvobodile preostali del okraja. Ko se je vojna končala, je v Finnmarku več kot 70.000 ljudi ostalo brez strehe nad glavo. Vlada je uvedla začasno prepoved vračanja prebivalcev v Finnmark zaradi nevarnosti protipehotnih min. Prepoved je trajala do poletja 1945, ko so evakuiranim povedali, da se končno lahko vrnejo domov.

### Hladna vojna (1947–1991)
Hladna vojna je bilo obdobje z včasih visoko napetostjo v vzhodnem Finnmarku, na 196 kilometrov dolgi meji s Sovjetsko zvezo. Da napetosti ne bi postale previsoke, je Norveška izjavila, da Natove vaje ne bodo potekale v Finnmarku. Vendar pa je bilo veliko dejavnosti vojaške obveščevalne službe in norveška letala za pomorski nadzor P-3 Orion so pogosto prva dobila slike novozgrajenih sovjetskih podmornic in letal. Namensko zgrajena ladja ELINT, Marjata, je bila vedno nameščena blizu meje, trenutna Marjata (7500 t) pa še vedno pluje iz pristanišč v vzhodnem Finskem.

### Združitev okrožja Troms in okrožja Finnmark
Združitev ni bila priljubljena, zlasti v starem okrožju Finnmark. Izveden je bil nezavezujoč referendum na ravni celotnega okrožja, na katerem mu je nasprotovalo približno 87 % prebivalcev Finnmarka, ki so glasovali,ref>»Folkeavstemningen i Finnmark: 87 prosent stemte nei«. NRK (v norveščini). 16. maj 2018. Pridobljeno 26. oktobra 2019.</ref> vendar Storting ni razveljavil svoje odločitve o združitvi okrožja. Nekatere politične stranke so se od takrat zavzemale za razveljavitev združitve v parlamentarnem obdobju, ki se začne septembra 2021. 28. oktobra 2021 je minister za lokalno samoupravo Bjørn Arild Gram okrožju poslal pismo, v katerem je potrdil, da bo razdeljeno.

### Kasneje
17. marca 2021 so organizacije poročale, da je okrožni svet norveški vladi poslal vlogo za ponovno razdelitev okrožja.
28. oktobra 2021 je norveška vlada potrdila, da bosta Troms in Finnmark spet postali dva ločena okraja.